# Simme
La Simme est une rivière de l'Oberland bernois, en Suisse, et un affluent de la Kander, donc un sous-affluent du Rhin par l'Aar. Elle coule dans le Simmental.

## Géographie
Elle est formée par la Grande et la Petite Simme, qui confluent à Zweisimmen.
La Grande Simme naît sur les alpages du Rezliberg, au lieu-dit des Sept fontaines de la Simme (en allemand Siebenbrünnen), où de l'eau jaillit de la montagne. Cette source est alimentée par le glacier de la Plaine Morte et coule sous forme de chutes escarpées dans le Simmental en direction de Lenk, qu'elle traverse avant de partir vers le nord. Elle traverse Sankt Stephan avant d'arriver à Zweisimmen.
De son côté, la Petite Simme naît à Saanenmöser et parcourt une dizaine de kilomètres avant de rejoindre la Grande Simme à Zweisimmen.
La Simme, ainsi formée, atteint à Boltigen la vallée du Nieder Simmental, où elle se dirige à l'est. À Wimmis, la rivière se jette dans la Kander peu avant le lac de Thoune.

## Étymologie
Le nom de Simme est d'origine indo-européenne. Il vient de sumina, qui utilise les racines sei, so ou si, qui ont rapport à l'eau.